# ZAKSA Kędzierzyn-Koźle
El ZAKSA Kędzierzyn-Koźle (antes conocido como Mostostal Kedzierzyn) es un club de voleibol de Kędzierzyn-Koźle, en el voivodato de Opole, en Polonia. Juega en la Polska Liga Siatkówki, la máxima categoría del país, y es junto al Skra Bełchatów y el Resovia Rzeszów uno de los equipos más importantes de la PlusLiga.

## Palmarés
- Campeonato de Polonia
  - Ganador (9): 1998, 2000, 2001, 2002, 2003, 2016, 2017, 2019, 2022
    - 2º lugar (6): 1997, 1999, 2011, 2013, 2018, 2021
      - 3.er lugar (1): 2012

- Copa de Polonia
  - Ganador (10): 2000, 2001, 2002, 2013, 2014, 2017, 2019, 2021, 2022, 2023
    - 2º lugar (3): 1997, 2011, 2016

- Supercopa de Polonia
  - Ganador (3): 2019, 2020, 2023

- Champions League
  - Ganador (3): 2020-21, 2021-22, 2022-23

- 3.er lugar (1) : 2002-03